# خواکین کوارتزو
خواکین کوارتزو (انگلیسی: Joaquín Cortizo; ۴ اکتبر ۱۹۳۲ – ۴ ژانویهٔ ۲۰۱۸) بازیکن فوتبال اهل اسپانیا بود.
از باشگاه‌هایی که در آن بازی کرده‌است می‌توان به باشگاه فوتبال سلتاویگو و باشگاه فوتبال رئال ساراگوسا اشاره کرد.